# Soldadura sense plom
La soldadura sense plom és un tipus de soldadura que consisteix a unir dos fragments de metall, sovint coure, ferro o llautó, per mitjà d'un metall d'aportació de baix punt de fusió (per sota dels 450 °C) i per sota del punt de fusió dels metalls a soldar, normalment es fa servir un aliatge eutèctic compost en la seva majoria d'estany i altres components.. però sense plom.

## Motivació
Encara que la indústria electrònica és el blanc de l'eliminació del plom assenyalat per la Directiva europea RoHS, és just dir que només una petita proporció del total del plom utilitzat per la indústria és usat en la producció d'equips elèctrics i electrònics. El motiu pel qual és aquesta indústria la que ha d'enfrontar-se al canvi, tot i el baix contingut en plom en relació amb altres indústries, és la gran quantitat d'escombraries electrònica que es genera i que acaba moltes vegades en abocadors a l'aire lliure de tot el món, molts sense cap mena de control químic previ.

## Problemàtica
Com que el plom és un dels metalls més barats de la terra, el fet de reemplaçar-lo per un altre, implica directament la pujada del preu en l'aliatge. A més, no ha de passar per alt el cost subjacent d'educar i entrenar el personal en l'ús d'aliatges sense plom.
D'altra banda, la fiabilitat i la durabilitat a llarg termini són un motiu de gran preocupació per a la indústria electrònica.
Aquest canvi no només afectarà el procés de soldadura sinó també als seus components. Al complicat procés d'adaptació i redisseny de tots els components industrials que formen el procés de fabricació se suma, a més, el risc que alguns components puguin quedar obsolets.

## Història
Malauradament, el plom és una substància tòxica que sovint ha estat anomenada amb el sobrenom de "l'amenaça silenciosa". S'especula que la història de la legislació lliure de plom podria haver originat a l'antiga Roma, on l'aigua de beguda que era distribuïda per canonades fabricades amb plom va provocar danys cerebrals als seus ciutadans.
La soldadura sense plom és només una part, encara que la més controvertida, de tota una tendència global cap a un entorn de productes green.
El 1990, els EUA van fixar una taxa per al plom utilitzat en la indústria, però els grups de poder pressionar intensament fins a aconseguir que aquestes taxes fossin suprimides. Un d'aquests grups era IPC, que, això no obstant, nou anys més tard, declarava que començarien a prestar un servei a la indústria amb l'objectiu d'ajudar-la a introduir alternatives lliures de plom.
El 1994, es va iniciar el programa  "Improved Design Life and Environmentally Aware Manufacturing of Electronics Assemblies by Lead-free Soldering"  (IDEALS). Grups de recerca, OEMs i consorcis es van reunir per examinar i considerar més de 200 aliatges sense plom. Va resultar que només servien menys de 10 de totes les opcions avaluades. Finalment van concloure que, per a la majoria dels processos, l'aliatge més apta era aquella composta per estany/plata/coure, també anomenada SAC. La temperatura de fusió de l'aliatge SAC305 (96,5% Sn, 3,0% Ag, 0,5% Cu) és 34 °C superior a la de SnPb.
És en el mercat japonès on la pressió mediambiental exerceix gran influència, ja que les conseqüències climàtiques s'han fet clarament més visibles en aquest país que en altres parts del món. El 1998, els japonesos van destacar 3 alternatives: una forma de SnAgCu i dues formes de SnAgBi. El moviment japonès és el que ha anat pressionant progressivament a la resta del món a iniciar la conversió cap a una producció lliure de plom. El govern japonès no estava segur de regular l'ús del plom en els productes d'electrònica de consum a causa del potencial impacte econòmic, però molts dels seus esforços per reduir el plom han estat seguits voluntàriament per la indústria.
A Europa, la Directiva RoHS es va publicar el 13 de febrer de 2003 i la seva última revisió, el 13 de febrer de 2005. Va entrar en vigor l'1 de juliol de 2006. Restringeix sis substàncies, entre elles el plom.
Alguns creuen que la culminació de la implementació de la Directiva RoHS serà l'esdeveniment més perjudicial en tota la història de la indústria electrònica. No obstant això, ben utilitzat, pot ser un instrument de màrqueting.